# Алгоритмы: построение и анализ
Алгори́тмы: построе́ние и ана́лиз (англ. Introduction to Algorithms, CLRS) — книга по алгоритмам и структурам данных, написанная Томасом Корменом, Чарльзом Лейзерсоном, Рональдом Ривестом и Клиффордом Штайном. Книга используется во многих учебных заведениях в качестве пособия и справочника, на книгу имеется более 4000 ссылок на CiteSeerX.

## Издания
Первое издание книги вышло в 1990 году и было выпущено издательствами McGraw-Hill и MIT Press. На русском языке книгу издало издательство МЦНМО. Изначально Клиффорд Штайн не являлся соавтором книги, он присоединился к авторам в процессе работы над вторым изданием.
Второе издание книги было выпущено в 2001 году и издано на русском языке издательством «Вильямс» в 2005 году. Оно включало в себя новые главы о вероятностном анализе, рандомизированных алгоритмах и линейном программировании.
Третье издание было выпущено в 2009 году, его перевод на русский язык в 2013 году в издательстве «Вильямс». В него были добавлены главы о деревьях ван Эмде Боаса и многопоточных алгоритмах, были убраны главы о сортирующих сетях и биномиальных кучах, а также изменён синтаксис псевдокода для соответствия распространённым языкам программирования.

## Обложка
На обложке всех изданий изображена скульптура-мобиль Big Red Александра Колдера, экспонируемая в Музее американского искусства Уитни в Нью-Йорке. В то же время основной цвет обложки меняется с каждым изданием, так, обложка первого издания была белой, второго зелёной, а третьего синей/
В первом российском издании книга выходила с обложкой на которой изображена иллюстрация «А не умнее ли ученик?» (Si sabra mas el discipulo?). Это офорт с листа 37 из серии офортов «Капричос» Франсиско Гойя.

## Библиографические данные
- Cormen, Thomas H.; Leiserson, Charles E.; Rivest, Ronald L. Introduction to Algorithms. — 1st. — MIT Press and McGraw-Hill, 1990. — ISBN 0-262-03141-8.
- Cormen, Thomas H.; Leiserson, Charles E.; Rivest, Ronald L.; Stein, Clifford. Introduction to Algorithms. — 2nd. — MIT Press and McGraw-Hill, 2001. — ISBN 0-262-53196-8.
- Cormen, Thomas H.; Leiserson, Charles E.; Rivest, Ronald L.; Stein, Clifford. Introduction to Algorithms. — 3rd. — MIT Press, 2009. — ISBN 0-262-03384-4.
- Кормен, Т., Лейзерсон, Ч., Ривест, Р. Алгоритмы: построение и анализ = Introduction to Algorithms. — 1-е. — М.: МЦНМО, 2000. — 960 с. — ISBN 5-900916-37-5.
- Кормен Т., Лейзерсон Ч., Ривест Р., Штайн К. Алгоритмы: построение и анализ = Thomas H. Cormen, Charles E. Leiserson, Ronald L. Rivest, Clifford Stein. Introduction to Algorithms. Second edition / пер. с англ. канд. техн. наук И. В. Красикова, Н. А. Ореховой, В. Н. Романова под ред. канд. техн. наук И. В. Красикова. — 2-е изд. — М.: Издательский дом «Вильямс», 2011. — 1290 с., ил. — 1000 экз. — ISBN 978-5–8459–0857–5 (рус.). — ISBN 0–07–013151–1 (англ.).
- Томас Х. Кормен, Чарльз И. Лейзерсон, Рональд Л. Ривест, Клиффорд Штайн. Алгоритмы: построение и анализ,  3-е издание = Introduction to Algorithms, Third Edition. — М.: «Вильямс», 2013. — 1328 с. — ISBN 978-5-8459-1794-2.